# Gelato napoletano
Il gelato napoletano è un tipo di dolce ottenuto disponendo l'uno accanto all'altro del gelato al cioccolato, del gelato alla vaniglia e del gelato alla fragola.

## Storia
Primo dolce realizzato usando tre gusti di gelato, il gelato napoletano è una ricetta ottocentesca che prende il nome dall'antico sorbetto napoletano, tra i più antichi in Italia, di cui vi è testimonianza sin dal '600 (Il francese Enrico II, duca di Guisa, nelle sue memorie del 1647 riporta che i sorbetti napoletani erano migliori che in qualsiasi altro paese), e la cui bontà viene magnificata anche da Giacomo Leopardi in alcuni scritti del suo periodo napoletano (La passione di Leopardi per i gelati trova un riscontro ne "I nuovi credenti", capitolo satirico in terza rima composto a Napoli dopo il 1835 e pubblicato solo nel 1906, dove citando la via di Toledo tributa al gelatiere Vito Pinto un verso che recita “quella grand’arte onde barone è Vito”, perché, come annota Antonio Ranieri, questo celebre venditore di sorbetti, divenuto ricco, comperò una baronia e divenne barone. Va anche ricordato che i Borbone apprezzavano tanto i sorbetti da concedere titoli nobiliari ai più abili gelatieri). Il gelato tradizionale napoletano, così come la finissima cioccolata ancora prodotta in alcune fabbriche artigianali cittadine, sono da sempre un vanto della cucina di Napoli ben conosciuto dai suoi abitanti. I napoletani immigrati negli USA portarono con sè la ricetta del sorbetto alla napoletana, specializzandosi anche negli USA nella preparazione di dolci congelati. Durante gli anni settanta del ventesimo secolo, negli USA, il termine "gelato napoletano" identificava lo spumone. Nelle prime ricette che spiegavano come preparare il dessert, esso doveva ricordare la bandiera d'Italia, ed era infatti composto da gelato verde al pistacchio o alla mandorla, gelato bianco alla vaniglia, e gelato rosso alla ciliegia. Nonostante ciò, dal momento che i gusti più apprezzati negli Stati Uniti erano quelli alla vaniglia, alla fragola, e al cioccolato, il gelato napoletano iniziò a essere preparato usando questi ultimi aromi. Degna di nota è la preparazione di Louis Ferdinand Jungius, capocuoco della famiglia reale prussiana che, nel 1839, preparò un dolce freddo analogo conosciuto tutt'oggi come Fürst-Pückler-Eis.
Il dolce viene descritto in molti libri di cucina.

## Alimenti simili

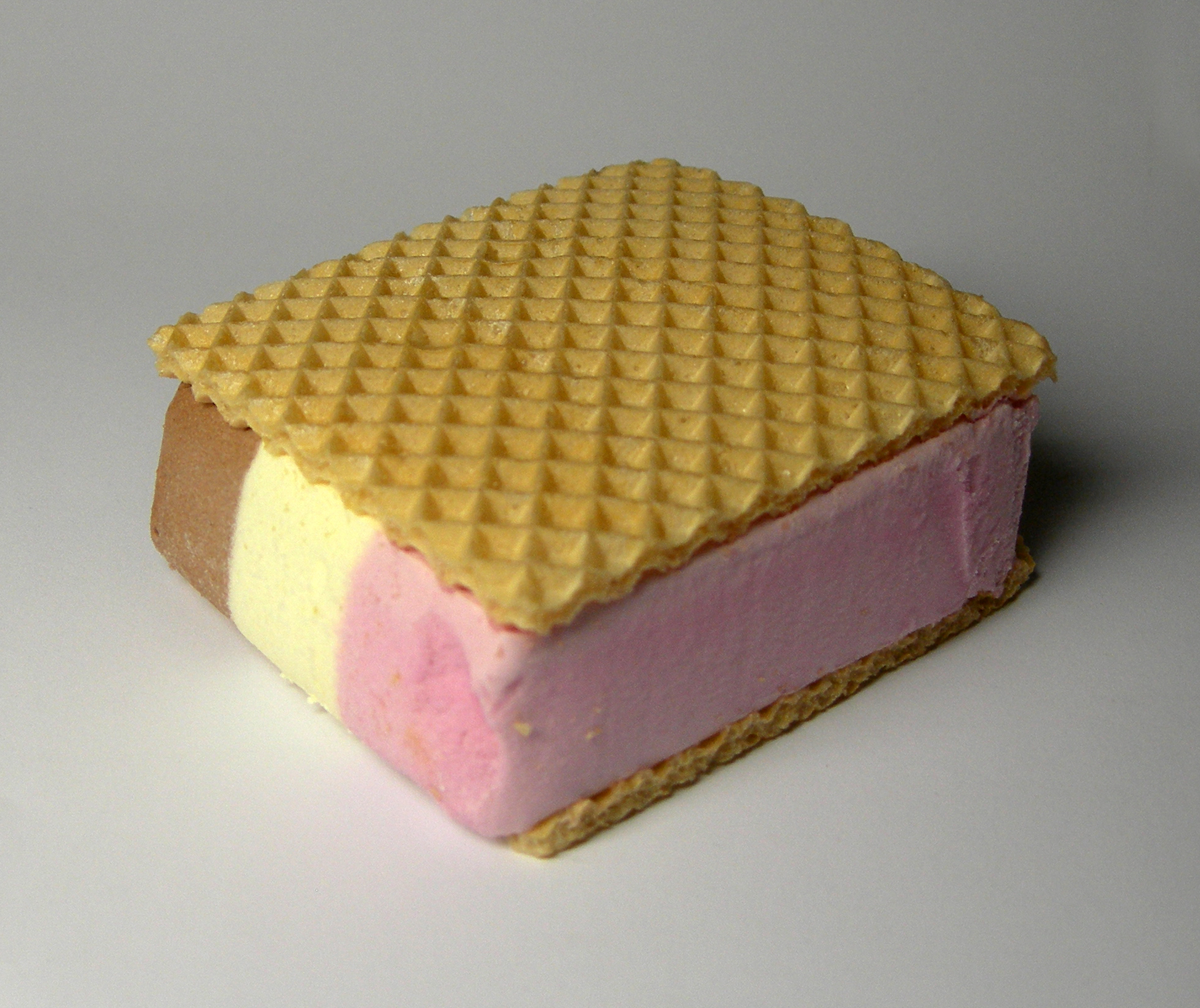
Fürst-Pückler-Schnitte

In Germania il dolce si consuma a volte fra due cialde di wafer (Fürst-Pückler-Schnitte).
In Australia viene preparata la Neapolitan cake o marble cake, torta glassata  che contiene i tre gusti del gelato napoletano.